# Павел (митрополит Сибирский)
Не следует путать с митрополитом Павлом, правившем епархией в XVIII веке
Митрополит Павел — митрополит Сибирский и Тобольский

## Биография
С 1663 года — настоятель Суздальского Спасо-Евфимиева монастыря в сане архимандрита.
В 1667 году принимал участие в Соборе, осудившем патриарха Никона.
С мая 1671 года — архимандрит, настоятель Московского Симонова монастыря.
С 15 сентября 1674 года — архимандрит, настоятель Чудова монастыря в Москве. Духовник царевны Софьи.
21 июля 1678 года хиротонисан во епископа Сибирского и Тобольского с возведением в сан митрополита.
Состояние края ко времени вступления митрополита Павла в управление митрополией было крайне печально: нравственная распущенность паствы, нестроения среди духовенства, шаткость православия, распространение сект. В борьбе с этими нестроениями началась деятельность митрополита Павла.
Главной задачей он считал улучшение состояния духовенства. Несмотря на всю строгость и требовательность митрополита Павла в делах веры, принимаемые им меры приносили мало пользы: нестроения среди духовенства увеличивались и способствовали укреплению и распространению старообрядчества.
Опровержение раскольничьих учений и прекращение расколов в Сибири — вторая цель деятельности митрополита Павла. Но характер миссионерской деятельности митрополита был чрезвычайно гуманным и часто не находил отклика среди его подчиненных.
И наконец, третьей целью его деятельности было распространение православия среди инородцев.
В Тобольске его трудами был построен первый каменный храм — Софийский собор.
В 1689 году выделил крупные средства и нанял артель во главе с Гурием Никитиным для росписи Преображенского собора Спасо-Евфимиева монастыря в Суздале.
Если проследить всю деятельность митрополита Павла, взглянуть на её результаты для Сибири, едва ли можно сделать заключение о большом её успехе.
Скончался 4 февраля 1692 года от апоплексического удара по дороге в Москву, недалеко от города Соликамска. Погребён по завещанию в Суздальском Спасо-Евфимиевом монастыре.